# Bivacco Gino Revelli
Il bivacco Gino Revelli è un bivacco situato nel comune di Ronco Canavese (TO) in val Soana, nelle Alpi Graie e a 2.610 m s.l.m..

## Storia
Il bivacco è stato inaugurato nel 1956 e fu intitolato a Luigi Revelli (detto Gino), alpinista caduto il 3 luglio 1955 nel Canalone di Lourusa nelle Alpi Marittime.

## Caratteristiche e informazioni
Il bivacco è collocato su un promontorio del Vallone di Ciardonei (laterale del Vallone di Forzo in val Soana). Si trova in uno dei valloni più selvaggi ed incontaminati del Parco nazionale del Gran Paradiso.

## Accessi
L'accesso avviene da Forzo, frazione di Ronco Canavese in circa quattro ore di sentiero.

## Ascensioni
- Punta delle Sengie - 3.408 m
- Cima di Valeille - 3.357 m
- Grande Uia di Chardonney - 3.325 m
- Monveso di Forzo - 3.322 m